# Melanocharacidium melanopteron
Melanocharacidium melanopteron är en fiskart som beskrevs av Buckup, 1993. Melanocharacidium melanopteron ingår i släktet Melanocharacidium och familjen Crenuchidae. IUCN kategoriserar arten globalt som otillräckligt studerad. Inga underarter finns listade i Catalogue of Life.